# Combat Methamphetamine Epidemic Act of 2005
La Combat Methamphetamine Epidemic Act of 2005 (CMEA, ou Loi de 2005 relative à la lutte contre l'épidémie de méthamphétamine) est une loi fédérale adoptée aux États-Unis le 9 mars 2006 pour réglementer, entre autres, la vente au détail en vente libre des produits suivants en raison de leur utilisation dans la fabrication de stupéfiants:
- éphédrine
- pseudoéphédrine
- phénylpropanolamine (n'est plus en vente libre (OTC) en raison d'un risque accru proposé d'accident vasculaire cérébral chez les femmes plus jeunes)

Les dispositions de vente au détail  du CMEA comprennent des limites de ventes quotidiennes et des limites d'achat de 30 jours, le placement  du produit hors de l'accès direct des clients, les journaux de ventes, la vérification de l'identité  du client, la formation des employés et l'autocertification des vendeurs réglementés. Le CAEM se trouve sous le titre VII de la USA PATRIOT Improvement and Reauthorization Act de 2005 (HR 3199). Les dernières dispositions de la loi sont entrées en vigueur le 30 septembre 2006.

## Justification
L'éphédrine, la pseudoéphédrine et la phénylpropanolamine sont des précurseurs chimiques utilisés dans la fabrication illicite de méthamphétamine ou d'amphétamine. Ce sont également des ingrédients couramment utilisés dans la fabrication de produits contre la toux, le rhume et les allergies. Il a été avancé que le CAEM réduirait la production clandestine (en) de méthamphétamine. Le Département de la Justice des États-Unis a affirmé que les États qui avaient adopté des réglementations de vente au détail similaires ou plus restrictives avaient constaté une baisse spectaculaire  du nombre de petits laboratoires clandestins.

## Provisions
Le CAEM exige la tenue de registres et l'identification de toutes les ventes et le signalement aux forces de l'ordre de toute transaction "suspecte". Les acheteurs sont limités à "3,6 grammes de pseudoéphédrine base" par jour et 9 grammes par mois. (Acheter plus que cela est un délit fédéral.)" 
La loi comprend également les exigences suivantes pour les commerçants qui vendent ces produits :
- Un enregistrement récupérable de tous les achats identifiant le nom et l'adresse de chaque partie à conserver pendant deux ans
- Vérification obligatoire de la preuve d’identité de tous les acheteurs
- Méthodes de protection et de divulgation requises lors de la collecte de renseignements personnels
- Signalements au procureur général de tout paiement suspect ou disparition de produits réglementés
- Formation requise des employés au regard des exigences  du CAEM; Le détaillant doit s'auto-certifier quant à la formation et à la conformité
- Les formes dosées non liquides  du produit réglementé ne peuvent être vendues que sous forme de plaquettes alvéolées unitaires.
- Les produits réglementés doivent être vendus derrière le comptoir ou dans une armoire verrouillée de manière à restreindre l'accès  du public.
- Les ventes quotidiennes de produits réglementés ne doivent pas dépasser 3,6 grammes sans égard au nombre de transactions
- Limite de vente sur 30 jours (et non mensuellement) ne devant pas dépasser 7,5 grammes si ven du par correspondance ou par « vendeur au détail mobile »
- Limite d'achat de 30 jours ne devant pas dépasser 9 grammes de pseudoéphédrine base dans les produits réglementés (délit de possession en vertu de 21 USC 844a pour la personne qui l'achète)
- Les ordonnances sont exemptées des exigences relatives au journal de bord.

## Première arrestation
En septembre 2006, Tim Naveau a été arrêté et accusé d'un délit de classe B pour avoir acheté  du Claritin-D (en) . Naveau prend un comprimé de Claritin D chaque jour pour lutter contre les allergies, et il avait fait des réserves de médicaments contre les allergies parce que son fils adolescent, qui souffrait également d'allergies, avait besoin de plusieurs paquets parce qu'il se dirigeait vers un camp religieux. Les mineurs ne sont pas autorisés à acheter de la pseudoéphédrine en vertu de la loi. Naveau avait dépassé la limite légale de pseudoéphédrine lorsqu'il avait acheté un supplément de Claritin-D pour le donner à son fils avant qu'il ne participe au camp religieux.